# Ana Yi Puig
Ana Yi Puig Zhang (* 10. Juni 1998 in Gainesville) ist eine US-amerikanische Schauspielerin.

## Leben und Karriere
Puig wuchs in Gainesville auf. Ihre Mutter kommt aus China und ihr Vater aus Puerto Rico. Sie besuchte Puig die Douglas Anderson School of the Arts und schloss ihr Studium mit einem Bachelor of Fine Arts in Musical Theatre an der Texas State University ab.
Ihr Debüt gab sie 2022 in dem Film Senior Year. Im selben Jahr trat sie in einer Folge in Gossip Girl auf. Seit 2023 spielt sie in der Serie Goosebumps mit.

## Filmografie
Filme
- 2022: Senior Year

Serien
- 2022: Jade Armor
- 2022: Gossip Girl
- seit 2023: Goosebumps